# Miriam Makeba

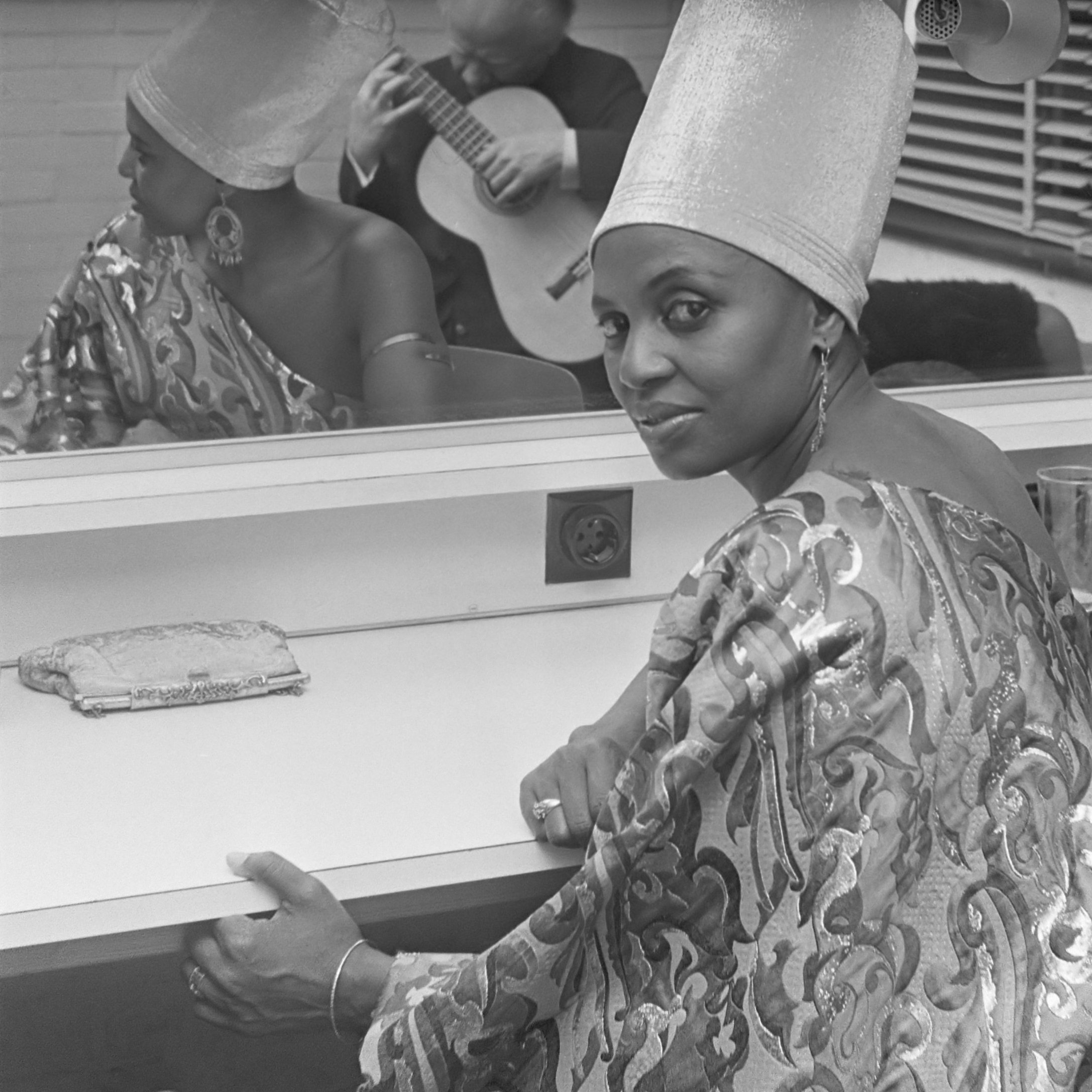
1969

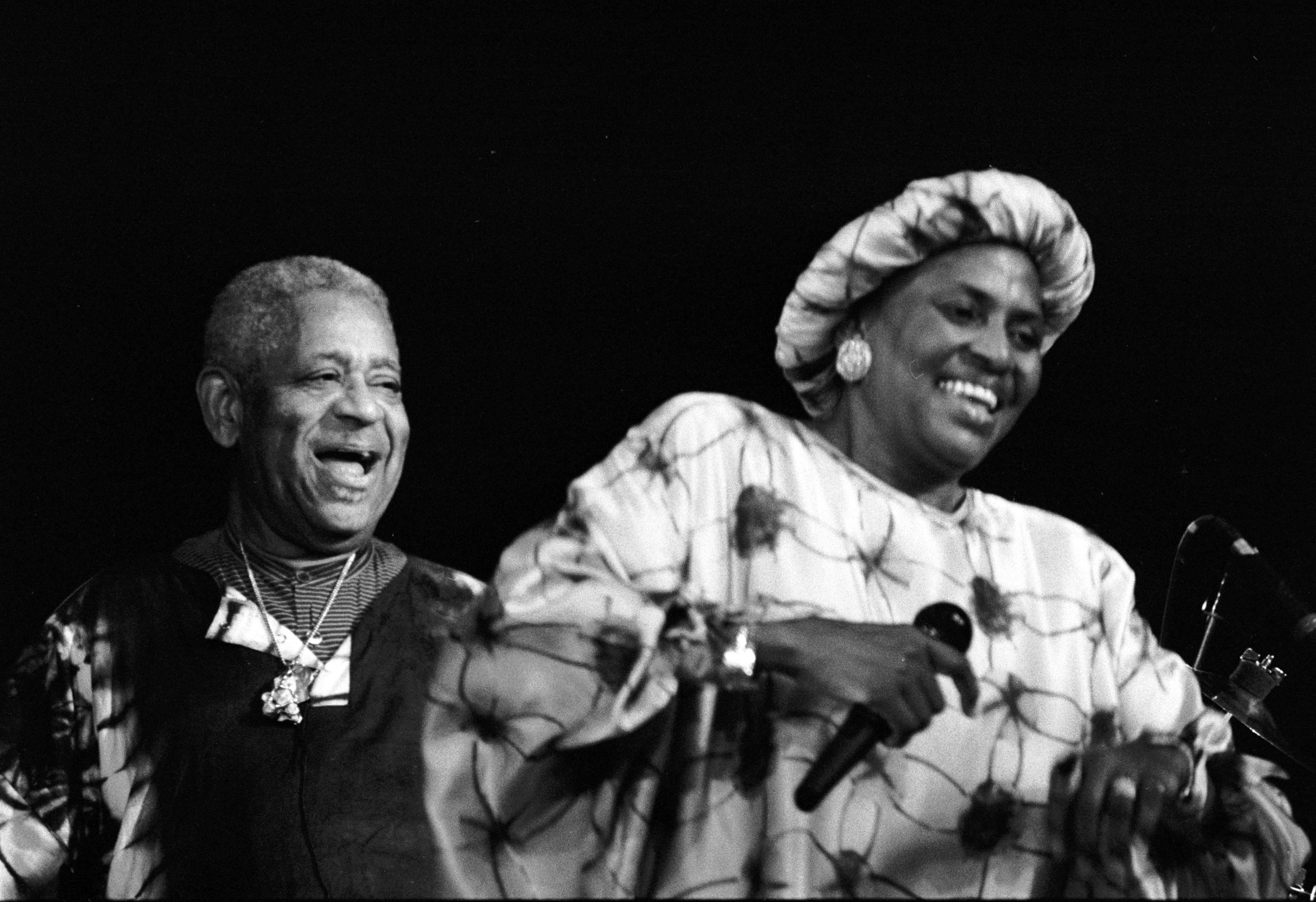
Dizzy Gillespie-vel (1991)

Miriam Makeba (akit csak Mama Afrikának neveztek; eredeti neve: Zenzile Makeba) (Johannesburg, 1932. március 4. – Castel Volturno, 2008. november 10.) Grammy-díjas dél-afrikai énekesnő, dalszövegíró, színésznő, emberjogi aktivista. A világzene (world music) egyik állócsillaga volt. Előadóművészete, személyisége és társadalmi szerepe emelte erre a rangra. 1963-ban az ENSZ-ben elmondott apartheid-ellenes beszéde tette a popzenén túl is világszerte ismertté. 
Leghíresebb száma a Pata Pata című dal, (feldolgozta többek között Thalía), de szintén óriási népszerűségnek örvend a Ring Bell, Ring Bell (feldolgozta többek között Goldie Hawn 1972-es első és egyetlen albumán), a Malaika és a Jol'inkomo című dala. Utóbbi többek között a Transamerica film betétdala.

## Életpályája
Édesanyja szvázi származású, édesapja a xhosza törzsből származott. Mindössze hatéves volt, amikor meghalt édesapja. Gyerekként az iskolában és templomi kórusokban kezdett énekelni. A testvérbátyja dzsesszlemezeit hallgatva Billie Holiday, Sarah Vaughan és Ella Fitzgerald a kedvenceivé váltak.
Az egyik unokatestvére meghívta zenekarába (The Cuban Brothers), így kezdődött el professzionális pályája. A 20. század ötvenes évei dél-afrikai dzsesszzenéjének egyik ikonja lett. Dél-Afrikában ekkor a szving és a rhythm and blues stílus, a big band előadások lavinaszerűen hódítottak. Az afrikai fekete muzsikusok saját képükre formálva az Amerikából átvett zenei nyelvet, kialakítottak egy sajátos stílust, a marabit.
Miriam Makebára hazájában először 1954-ben figyeltek fel, amikor a Manhattan Brothers együttesben énekelt. A következő énekegyüttes, amelyben részt vett, a Skylarks volt. Az átütő sikert egy musical, a King Kong hozta el számára, 1959-ben. Ezután Amerikába utazott, ahol Harry Belafontéval és más jelentős előadókkal együtt lépett fel. A Pata Pata című száma  1967-ben világsláger lett. Ez volt az első afrikai szám az amerikai „Top ten”-ben.
1959-től száműzetésben élt a Come Back Africa című filmben való részvétele miatt. 1966-ban Grammy-díjat kapott. 1968-tól az Egyesült Államokban is „feketelistára” tették, miután házasságot kötött Stokely Carmichaellel, a Fekete Párducok polgárjogi mozgalom egyik vezetőjével. Az énekesnő szerepe az emberi jogokért folyó világméretű harcban ismertséget és megbecsülést szerzett neki a popzene világán messze túl. 1990-ben visszatérhetett Dél-Afrikába, ahol Nelson Mandela és az apartheid ellen küzdő más személyiségek lelkesen fogadták.
1964-ben összeházasodott Hugh Masekelával, de két évvel később elváltak.
2004-ben bekerült a 100 legfontosabb dél-afrikai személyt tartalmazó tekintélyes listába (Top 100 Great South Africans). 2008. november 9-én az énekesnő a Nápoly melletti Castel Volturnóban lépett fel egy a koncerten, amit a camorra által halálraítélt író, Roberto Saviano mellett rendeztek olasz és külföldi művészek részvételével. Makeba a koncert után rosszul lett, majd szívroham következtében meghalt.
Életrajzi könyve „Makeba: My Story” címmel jelent meg.
2013. március 4-én a Google megemlékezett Miriam Makebáról 81. születésnapja alkalmából, és a kereső logóján az ő fotója szerepelt.
Lánya, Bongi Makeba énekesnő volt. Szülés utáni szövődmények következtében 1985-ben, 34 évesen halt meg.

## Stúdióalbumok
- Miriam Makeba 1960
- The Many Voices Of Miriam Makeba 1960
- The World Of Miriam Makeba 1963
- The Voice of Africa 1964
- Makeba Sings 1965
- An Evening With Belafonte/Makeba (közös album Harry Belafonte-val) 1965
- The Magic of Makeba 1965
- The Magnificient Miriam Makeba 1966
- All About Miriam 1966
- Miriam Makeba In Concert!
- Pata Pata 1967 – Reprise
- Makeba! 1968 – Reprise
- Live in Tokyo 1968 – Reprise
- Keep Me In Mind 1970 – Reprise
- A Promise 1974
- Live In Conakry – Appel A L'Afrique 1974
- Miriam Makeba & Bongi 1975
- Live in Paris 1977
- Country Girl 1978
- Comme Une Symphonie d'Amour 1979
- Sangoma 1988
- Welela 1989
- Eyes On Tomorrow 1991
- Sing Me A Song 1993
- Homeland, 2000
- Live at Berns Salonger, Stockholm, Sweden, 1966 2003
- Reflecting, 2004
- Makeba Forever, 2006

### Összeállítások
- The Queen Of African Music, 1987
- Africa 1960-65, 1991
- Eyes On Tomorrow, 1991
- The Best Of Miriam Makeba & The Skylarks 1956–1959, 1998
- Mama Africa The Very Best Of Miriam Makeba, 2000
- The Guinea Years, 2001
- The Definitive Collection, 2002
- The Best Of The Early Years, 2003

## Érdekesség
- Makeba természetesen gyakran énekelt anyanyelvén (xhosza nyelv). Ennek egyik sajátossága a csettintgetés.
- Csettintgetés bemutatása, „Click song” Miriam Makebától.